# 大克孜勒河
大克孜勒河是俄羅斯的河流，流經巴什科爾托斯坦共和國和车里雅宾斯克州，屬於烏拉爾河的右支流，河道全長155公里，流域面積約1,870平方公里，河水主要來自融雪。